# جوزف گلداشمیت
جوزف گلداشمیت (انگلیسی: Josef Goldschmidt; unknown – unknown) بازیکن فوتبال بود.
از باشگاه‌هایی که در آن بازی کرده‌است می‌توان به باشگاه فوتبال بازل اشاره کرد.